# المخا

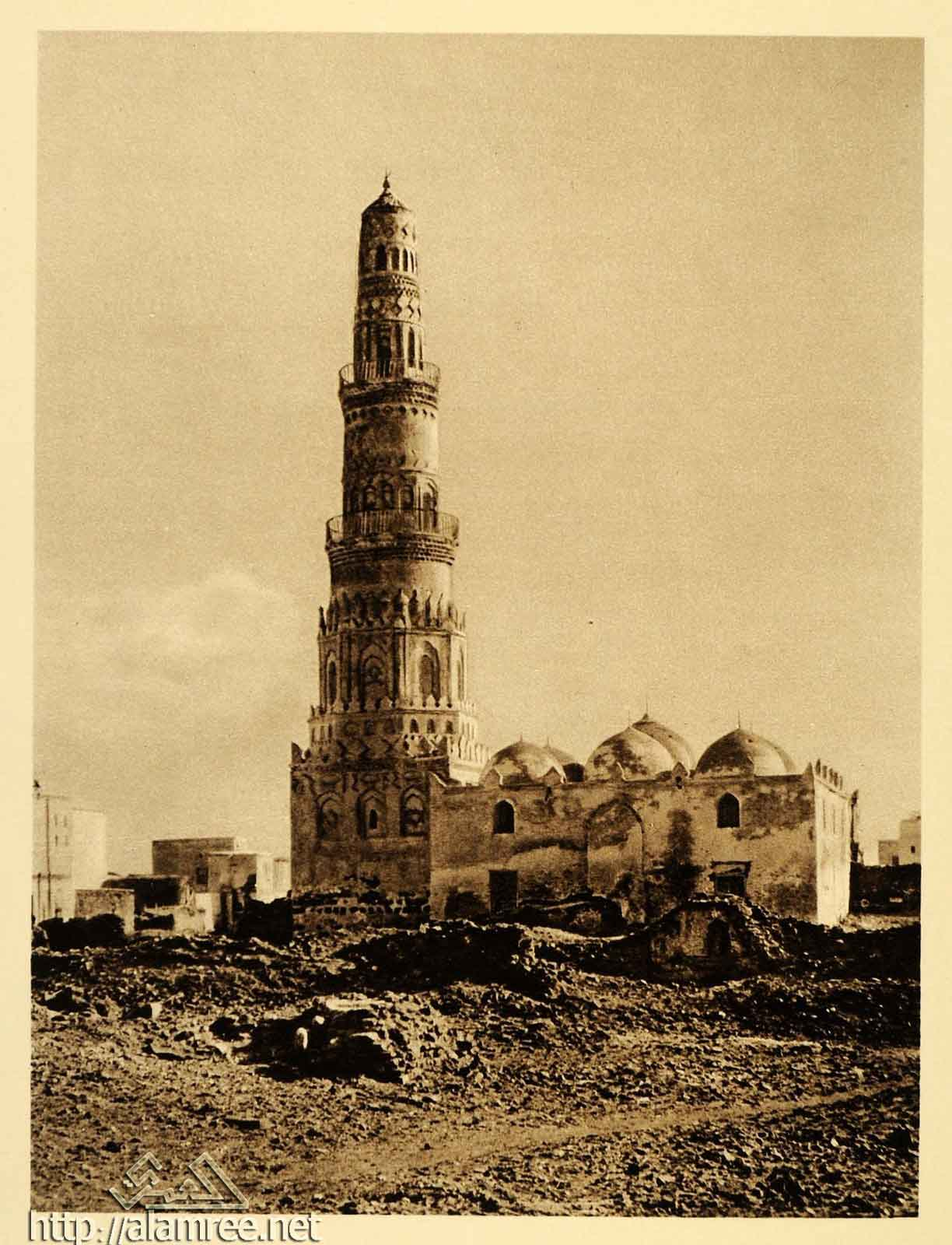
مسجد المخا 1926

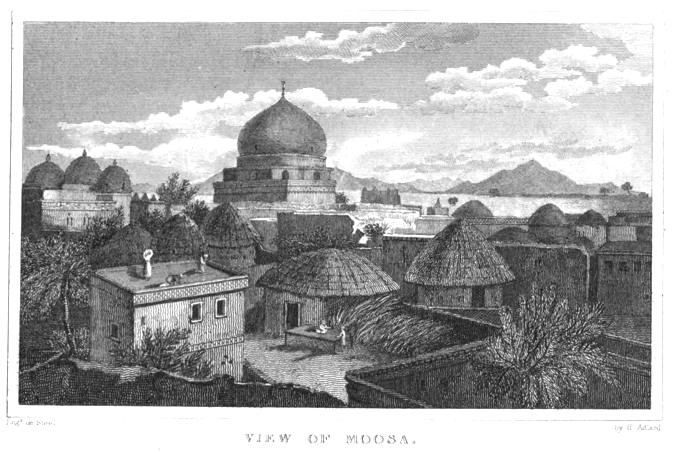

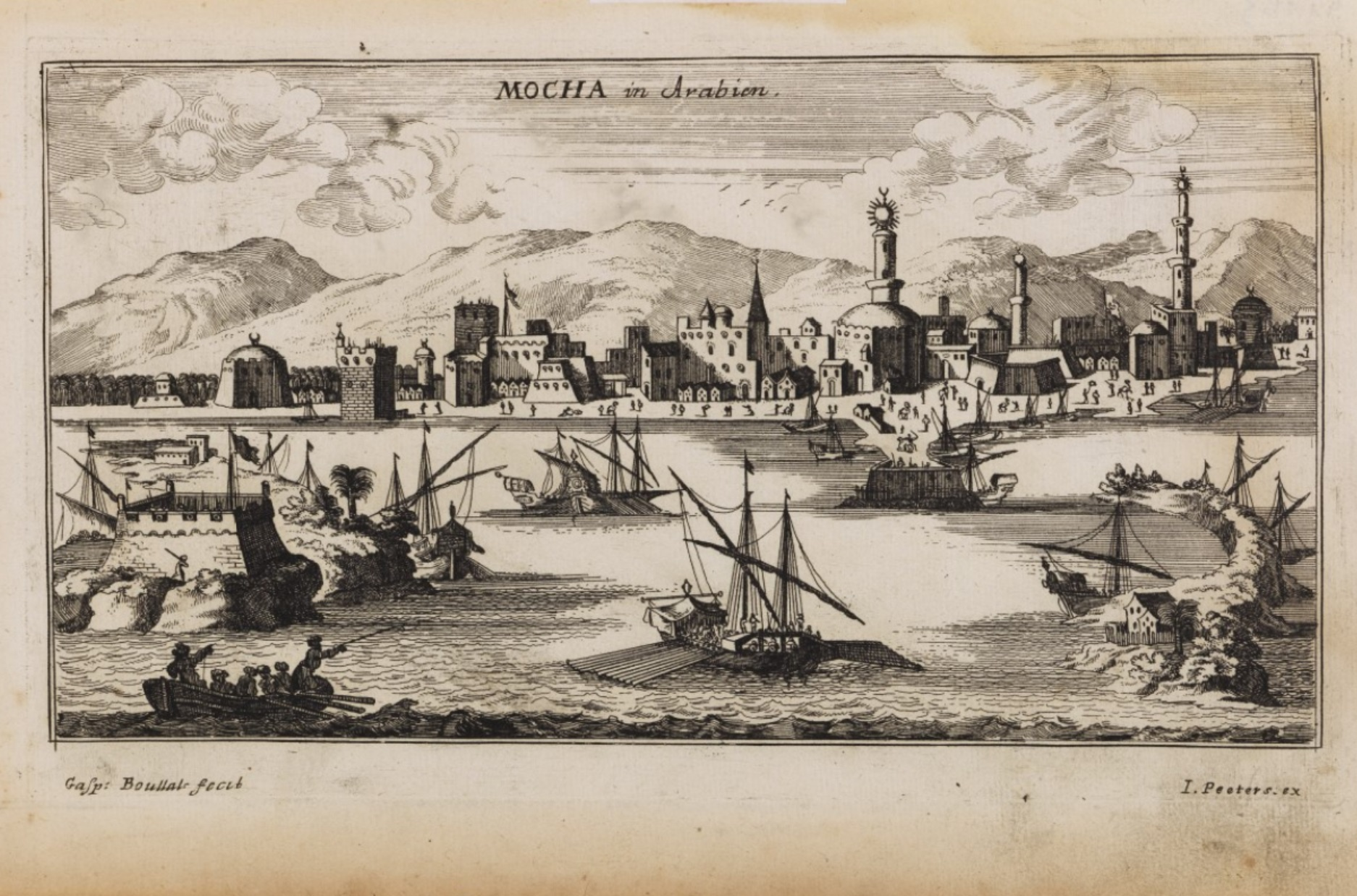
ميناء المخا عام 1692، كان من أهم الموانئ ومن خلاله عرف العالم القهوة

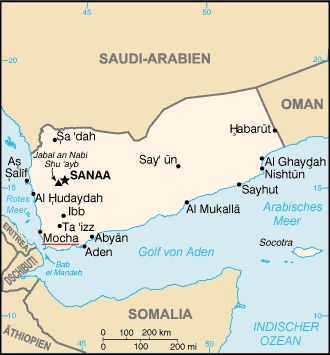
خارطة تبين موقع المخا

المخاء إحدى مدن محافظة تعز وهي مركز مديرية المخاء. تقع مدينة المخاء على ساحل البحر الأحمر اشتهرت المخا لأنها كانت السوق الرئيسية لتصدير القهوة بين القرنين الخامس عشر والسابع عشر، وقد اشتهرت قهوة المخاء التي تأخذ اسمها من هذا الميناء.
طبقاً لرواية الرحالة جيرونيمو لوبو الذي أبحر في البحر الأحمر عام 1625 م كانت المخاء مدينة صغيرة وذات شهرة ضيقة لكن منذ أن سيطر العثمانيون على معظم أجزاء الجزيرة العربية أصبحت المخاء مدينة هامة بالرغم من أنها لم تكن مكان إقامة الباشا الذي يبعد عن المخاء مسيرة يومين وتحديدا في صنعاء وقد اكتسبت أهميتها تلك من القانون العثماني الذي يطالب جميع السفن بأن ترسو فيها وتدفع ضريبة للمرور إلى البحر الأحمر.

## التاريخ

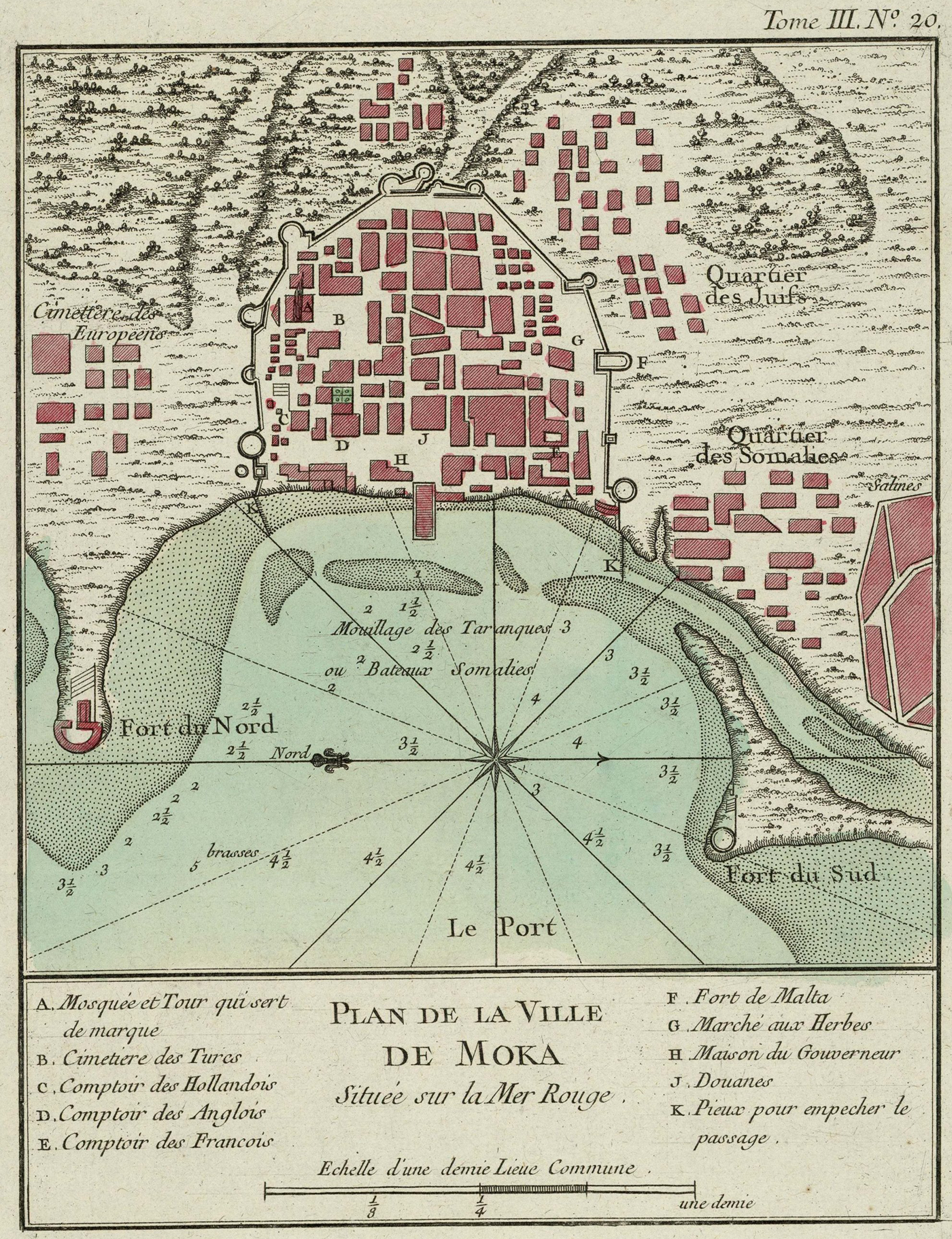
خريطة مدينة المخا جاك نيكولاس بيلين 1764

وهي مدينة وميناء قديم مشهور، وهي من الموانئ القديمة التي ذكرتها النقوش الحميرية باسم "م خ و ن" (مَخْوَان) فقد قامت مدينة المَخا بأدوار تاريخية هامة قبل وبعد الإسلام، وقد سجّل اسم المَخا في نقوش يمنية قديمة بخط المسند، مثل نقش للملك «يوسف أسار» المشهور «بذي نواس» يذكر النقش أن الملك «يوسف أسار».
تعرضت مدينة المَخَا لعدة حملات عسكرية من قبل الطامعين في اليمن أهمها حملات البرتغاليين التي انتشرت في (أوائل القرن العاشر الهجري) على سواحل اليمن، وكانت هذه الحملات سبباً رئيسياً في تنافس الدولة العثمانية، والحكومة البريطانية على المنطقة.
أخذت مدينة المَخا تستعيد حياتها كمركز تجاري حتى بلغت في (القرن السابع عشر الميلادي) في أوج ازدهارها، ويقول المؤرخ «الواسعي» (وباسم المَخا يسمي الإفرنج أفخر البن عندهم أي ((MOCKA COFFEE، وتعني بن المَخا).
وقد كان البن أهم سلعة يمنية تصدر إلى الخارج عبر ميناء المَخا في العصور الحديث، إضافة إلى الصبر، والبخور، وأعواد الأراك، في العصور القديمة، كما تصدر كميات كبيرة من الزبيب.
و بدأ ميناء المخا يفقد أهميته في أواخر (القرن التاسع عشر الميلادي) مع ازدهار ميناء عدن الذي اهتم به البريطانيون، وميناء الحديدة الذي أنشأه العثمانيون آنذاك، كما زاد من تراجع مدينة المَخا ما عانته خلال حربين دمرت قلاعها وهدمت منازلها وقصورها الفخمة ومتاجرها الكبيرة، الأولى: أثناء الحرب العثمانية الإيطالية عام (1911 ميلادية)، والثانية: أثناء الحرب العالمية الأولى حين دمرها البريطانيين في قتالهم ضد العثمانيين عام (1915 ميلادية)، إضافة إلى ذلك تراجع إنتاج البن في اليمن بسبب ظهور منتجين جدد للبن في العالم مثل البرازيل والمكسيك.

## الموقع
تقع غرب مدينة تعز على بعد حوالي (94 كيلومتراً) على ساحل البحر الأحمر

## المواقع التاريخية والأثرية
مدينة المَخا القديمة: تعتبر مدينة المَخا القديمة إحدى المدن التاريخية الهامة، وكانت تحتوى على العديد من المواقع الأثرية حيث أتى على ذكرها الرحالة «نيبور» في يومياته التي سجلها عند زيارته للمدينة ما بين عامي (1762 - 1763 ميلادية) بقوله: (أن المَخا مدينة مأهولة بالسكان ومسورة، بالإضافة إلى السور توجد أبراج للحراسة على طريق مَوْزع منتشرة بين المدينة وبير البليلي، وعلى البحر تطل قلعتان مزودتان بمدافع، وهما قلعة طيار، وقلعة «عبد الرب بن الشيخ الشاذلي»، وبعض البيوت داخل سور المدينة مبنية بالحجارة بطريقة جميلة مشابهة لطريقة بناء بيوت بير العزب في العاصمة صنعاء، أمَّا أكثر البيوت سواءً داخل السور أو خارجه فإنها عبارة عن أكواخ مخروطية من العشش المبنية بالقش، وفي خارج المدينة تنتشر أشجار النخيل بكثرة وبين هذه الأشجار توجد حدائق جميلة وكان يضم سور المدينة خمسة أبواب هي:
1- باب العمودي، 2- باب الشاذلي، 3- باب فجير، 4- باب صندل، 5 - باب الساحل.

### الميناء القديم
يقع على الساحل الغربي من مدينة المَخا، ولم يتبق من معالمه سوى بقايا أساسات من الحجارة مطمورة بالرمل، وتمتد على مسافة حوالي (30 - 50 متراً) إلى البحر، ويستدل من تلك الأساسات وجود آثار مبنى لمسجد وأحجار دائرية الشكل كانت تستخدم لطحن الحبوب، أمَّا فناء الميناء الذي تصل مساحته حوالي (40 × 12 متراً)، بُني على أساس خرساني، ويوجد في قمته صحن دائري من معدن النحاس يرتبط بسلم حديد إلى أسفل، وموقع الميناء بصورة عامة يعاني من الإهمال ويتزايد سوء الموقع نتيجة للعوامل البيئية والرطوبة العالية التي تؤدي إلى زيادة مظاهر الصدأ والتآكل الذي ينخره يوماً بعد يوم.

### جامع الشيخ الشاذلي وضريحه
يعد من أهم المعالم الأثرية في مدينة المَخا، وينسب إلى الشيخ أبو الحسن علي بن عمر دعسين القرشي الصوفي الشاذلي وهو أحد مشايخ الطريقة الشاذلية في اليمن خلال القرنيين الثامن والتاسع من الهجرة، وقد ترجم له المؤرخ الشرجي في كتابه «طبقات الخواص» ص 233 بقوله: (وقد كان له مكارم وفضائل يعين الفقراء والوافدين بماله وجاهه، وكان له زاوية يشتغل بالعلم ويتوافدون إليه طلابه وأصحابه توفى عام (821 هجرية)، قبره في مدينة المَخا مقصود للزيارة) وفي عام (1399 هجرية) تم إعادة ترميمه وتوسيعه مع رفع الأسقف بواسطة أعمدة خشبية، ويحتوي المسجد على عدد تسعة قباب متراصة على هيئة ثلاثة صفوف، ولم يبقَ من المعالم الأثرية للمسجد سوى بعض الزخارف النباتية والهندسية بطريقة الحفر البارز على السقف الخشبي في بيت الصلاة، وكذلك بقايا المأذنة في الناحية الجنوبية الغربية من المسجد ويلاصق المسجد في الناحية الجنوبية «ضريح الشيخ الشاذلي» وهو عبارة عن بناء مربع الشكل من الحجارة والطوب المحروق وتغطي السقف قبة ذات مقرنصات ترتكز على حنايا ركنية مصمتة وتضم القبة إلى جانب قبر «الشاذلي» عدداً من القبور ترتفع عن مستوى الأرض بمقدار (80 سم) على هيئة مصاطب مبنية بالحجارة والقضاض.

## الشواطئ
- قرية يختل: التي تضم عدداً من المساجد التاريخية القديمة وتحيط بها أشجار النخيل الباسقة بكثافة.
- الرويس: تبعد عن الشاطئ (كيلومتراً واحداً) تظللها أشجار النخيل الباسقة والأشجار المتشابكة.
- الزهاري: شاطئ سياحي جميل ونقي.
- الكديحة: مصب وادي زراعي غني بالفواكه والخضروات المتنوعة، وشاطئ سياحي جميل ونقي.
- المُلك: من أجمل الشواطئ السياحية الساحرة بجمالها ونقاء وصفاء مياهها، وجمال رمال شواطئها.

## التقسيم الإداري
تقسم المدينة إلى حي واحد يشمل عدة حارات كالتالي:
| الحارة      | عدد المساكن | عدد الأسر | الذكور | الإناث | الإجمالي |
| ----------- | ----------- | --------- | ------ | ------ | -------- |
| العمودي     | 97          | 98        | 386    | 345    | 731      |
| عبد القادر  | 31          | 31        | 135    | 121    | 256      |
| الجعدي      | 209         | 202       | 705    | 681    | 1386     |
| الشاذلي     | 38          | 42        | 158    | 134    | 292      |
| المدينة     | 141         | 135       | 478    | 356    | 834      |
| الميناء     | 5           | 4         | 32     | 4      | 36       |
| العروك      | 204         | 208       | 841    | 810    | 1651     |
| أبو أسماعيل | 15          | 15        | 68     | 30     | 98       |
| السويس      | 200         | 204       | 695    | 673    | 1368     |
| المغيني     | 190         | 189       | 712    | 726    | 1438     |
| القاهرة     | 38          | 39        | 137    | 134    | 271      |
| الحالي      | 279         | 285       | 1075   | 992    | 2067     |
| الإجمالي    | 1447        | 1452      | 5422   | 5006   | 10428    |